# Сан Бернардино Тласкалансинго (Сан Андрес Чолула)
Сан Бернардино Тласкалансинго (шп. San Bernardino Tlaxcalancingo) насеље је у Мексику у савезној држави Пуебла у општини Сан Андрес Чолула. Насеље се налази на надморској висини од 2122 м.

## Становништво
Према подацима из 2010. године у насељу је живело 54517 становника.

### Хронологија
| Година       | 2000                | 2005                  | 2010                  |
| ------------ | ------------------- | --------------------- | --------------------- |
| Становништво | 18718 (9135 / 9583) | 38541 (18697 / 19844) | 54517 (26305 / 28212) |

### Попис
| \| \| м \| \| \| ж \| \| 0—2 \| 1.509 \| \| \| 1.422 \| \| 3—5 \| 1.647 \| \| \| 1.645 \| \| 6—11 \| 3.481 \| \| \| 3.358 \| \| 12—14 \| 1.569 \| \| \| 1.510 \| \| 15—17 \| 1.642 \| \| \| 1.561 \| \| 18—24 \| 3.178 \| \| \| 3.550 \| \| 60+ \| 1.182 \| \| \| 1.504 \| \| Просек : \| 27,8 \| \| \| 29,1 \| |       |  |  |       |
| |       |  |  |       |
| | м     |  |  | ж     |
| 0—2 | 1.509 |  |  | 1.422 |
| 3—5 | 1.647 |  |  | 1.645 |
| 6—11 | 3.481 |  |  | 3.358 |
| 12—14 | 1.569 |  |  | 1.510 |
| 15—17 | 1.642 |  |  | 1.561 |
| 18—24 | 3.178 |  |  | 3.550 |
| 60+ | 1.182 |  |  | 1.504 |
| Просек : | 27,8  |  |  | 29,1  |

| #   | Индикатор                                                                                        | Вредност |
| --- | ------------------------------------------------------------------------------------------------ | -------- |
| 1   | Становништво од 0 до 2 године                                                                    | 2931     |
| 2   | Мушко становништво од 0 до 2 године                                                              | 1509     |
| 3   | Женско становништво од 0 до 2 године                                                             | 1422     |
| 4   | Становништво са 3 и више година                                                                  | 50719    |
| 5   | Мушко становништво са 3 и више година                                                            | 24360    |
| 6   | Женско становништво са 3 и више година                                                           | 26359    |
| 7   | Становништво са 5 и више година                                                                  | 48515    |
| 8   | Мушко становништво са 5 и више година                                                            | 23243    |
| 9   | Женско становништво са 5 и више година                                                           | 25272    |
| 10  | Становништво са 12 и више година                                                                 | 40588    |
| 11  | Мушко становништво са 12 и више година                                                           | 19232    |
| 12  | Женско становништво са 12 и више година                                                          | 21356    |
| 13  | Становништво са 15 и више година                                                                 | 37509    |
| 14  | Мушко становништво са 15 и више година                                                           | 17663    |
| 15  | Женско становништво са 15 и више година                                                          | 19846    |
| 16  | Становништво са 18 и више година                                                                 | 34306    |
| 17  | Мушко становништво са 18 и више година                                                           | 16021    |
| 18  | Женско становништво са 18 и више година                                                          | 18285    |
| 19  | Становништво од 3 до 5 година                                                                    | 3292     |
| 20  | Мушко становништво од 3 до 5 година                                                              | 1647     |
| 21  | Женско становништво од 3 до 5 година                                                             | 1645     |
| 22  | Становништво од 6 до 11 година                                                                   | 6839     |
| 23  | Мушко становништво од 6 до 11 година                                                             | 3481     |
| 24  | Женско становништво од 6 до 11 година                                                            | 3358     |
| 25  | Становништво од 8 до 14 година                                                                   | 7638     |
| 26  | Мушко становништво од 8 до 14 година                                                             | 3881     |
| 27  | Женско становништво од 8 до 14 година                                                            | 3757     |
| 28  | Становништво од 12 до 14 година                                                                  | 3079     |
| 29  | Мушко становништво од 12 до 14 година                                                            | 1569     |
| 30  | Женско становништво од 12 до 14 година                                                           | 1510     |
| 31  | Становништво од 15 до 17 година                                                                  | 3203     |
| 32  | Мушко становништво од 15 до 17 година                                                            | 1642     |
| 33  | Женско становништво од 15 до 17 година                                                           | 1561     |
| 34  | Становништво од 18 до 24 године                                                                  | 6728     |
| 35  | Мушко становништво од 18 до 24 године                                                            | 3178     |
| 36  | Женско становништво од 18 до 24 године                                                           | 3550     |
| 37  | Женско становништво од 15 до 49 година                                                           | 16493    |
| 38  | Становништво са 60 и више година                                                                 | 2686     |
| 39  | Мушко становништво са 60 и више година                                                           | 1182     |
| 40  | Женско становништво са 60 и више година                                                          | 1504     |
| 41  | Однос између мушкараца и жена                                                                    | 93.24    |
| 42  | Становништво од нуле до 14 година                                                                | 16141    |
| 43  | Становништво од 15 до 64 године                                                                  | 35792    |
| 44  | Становништво од 65 година и више                                                                 | 1717     |
| 45  | Просечан број деце                                                                               | 1.81     |
| 46  | Становништво рођено у ентитету                                                                   | 43060    |
| 47  | Мушко становништво рођено у ентитету                                                             | 20932    |
| 48  | Женско становништво рођено у ентитету                                                            | 22128    |
| 49  | Становништво рођено у другом ентитету                                                            | 9870     |
| 50  | Мушко становништво рођено у другом ентитету                                                      | 4577     |
| 51  | Женско становништво рођено у другом ентитету                                                     | 5293     |
| 52  | Становништво од 5 година и више резидентно у ентитету у јуну 2005. године                        | 44592    |
| 53  | Мушко становништво старосног доба од 5 година и више, резидентно у ентитету у јуну 2005. године  | 21372    |
| 54  | Женско становништво старосног доба од 5 и више година, резидентно у ентитету у јуну 2005. године | 23220    |
| 55  | Становништво од 5 година и више које је живело у другом ентитету у јуну 2005. године             | 3182     |
| 56  | Мушко становништво старије од 5 година које је живело у другом ентитету у јуну 2005. године      | 1511     |
| 57  | Женско становништво старије од 5 година које је живело у другом ентитету у јуну 2005. године     | 1671     |
| 58  | Становништво од 3 године и више које говори аутохтони језик                                      | 2325     |
| 59  | Мушко становништво старо 3 године и више које говори аутохтони језик                             | 1121     |
| 60  | Женско становништво старо 3 године и више које говори аутохтони језик                            | 1204     |
| 61  | Становништво од 3 године и више које говори аутохтони језик и не говори шпански језик            | 15       |
| 62  | Мушко становништво старо 3 године и више које говори аутохтони језик и не говори шпански         | 4        |
| 63  | Женско становништво старо 3 године и више које говори аутохтони језик и не говори шпански језик  | 11       |
| 64  | Становништво старо 3 године и више које говори аутохтони језик и шпански                         | 2060     |
| 65  | Мушко становништво старо 3 године и више које говори аутохтони језик и шпански                   | 1005     |
| 66  | Женско становништво старо 3 године и више које говори аутохтони језик и шпански                  | 1055     |
| 67  | Становништво од 5 година и више које говори аутохтони језик                                      | 2313     |
| 68  | Становништво од 5 година и више које говори аутохтони језик и не говори шпански језик            | 14       |
| 69  | Становништво од 5 година и више које говори аутохтони језик и говори шпански језик               | 2051     |
| 70  | Становништво у домородачким домаћинствима                                                        | 6587     |
| 71  | Становништво са ограничењима у активностима                                                      | 1893     |
| 72  | Становништво са ограниченим ходањем или кретањем, горе или доле                                  | 724      |
| 73  | Становници са ограничењима вида, чак и уз кориштење сочива                                       | 774      |
| 74  | Становништво са ограничењима говора, комуникације или конверзације                               | 168      |
| 75  | Становништво са ограниченим слухом                                                               | 170      |
| 76  | Становништво са ограничењима при одевању, купању или јелу                                        | 69       |
| 77  | Становништво са ограничењима у опажању или учењу једноставних ствари                             | 90       |
| 78  | Становништво са менталним ограничењима                                                           | 180      |
| 79  | Становништво без ограничења активности                                                           | 51337    |
| 80  | Становништво од 3 до 5 година које не похађа школу                                               | 790      |
| 81  | Мушко становништво од 3 до 5 година које не похађа школу                                         | 378      |
| 82  | Женско становништво од 3 до 5 година које не похађа школу                                        | 412      |
| 83  | Становништво од 6 до 11 година које не похађа школу                                              | 156      |
| 84  | Мушко становништво од 6 до 11 година које не похађа школу                                        | 82       |
| 85  | Женско становништво од 6 до 11 година које не похађа школу                                       | 74       |
| 86  | Становништво од 12 до 14 година које не похађа школу                                             | 164      |
| 87  | Мушко становништво од 12 до 14 година које не похађа школу                                       | 97       |
| 88  | Женско становништво од 12 до 14 година које не похађа школу                                      | 67       |
| 89  | Становништво од 15 до 17 година похађа школу                                                     | 2567     |
| 90  | Мушко становништво од 15 до 17 година похађа школу                                               | 1280     |
| 91  | Женско становништво између 15 и 17 година живота у школи                                         | 1287     |
| 92  | Становништво од 18 до 24 године похађа школу                                                     | 2973     |
| 93  | Мушко становништво од 18 до 24 године похађа школу                                               | 1455     |
| 94  | Женско становништво од 18 до 24 године похађа школу                                              | 1518     |
| 95  | Становништво од 8 до 14 година које не може да чита и пише                                       | 176      |
| 96  | Мушко становништво старосног доба од 8 до 14 година које не може да чита и пише                  | 101      |
| 97  | Женско становништво старосног доби од 8 до 14 година које не може да чита и пише                 | 75       |
| 98  | Становништво од 15 година и више које је неписмено                                               | 1389     |
| 99  | Мушко становништво од 15 година и више које је неписмено                                         | 441      |
| 100 | Женско становништво од 15 година и више које је неписмено                                        | 948      |
| 101 | Становништво старо 15 и више година без школовања                                                | 1450     |
| 102 | Мушко становништво старо 15 и више година без школовања                                          | 491      |
| 103 | Женско становништво старо 15 и више година без школовања                                         | 959      |
| 104 | Становништво старосног доба 15 и више година са непотпуним основним образовањем                  | 2858     |
| 105 | Мушко становништво старосног доба од 15 година и више са непотпуном основним образовањем         | 1254     |
| 106 | Женско становништво старосног доба 15 и више година са непотпуном основним образовањем           | 1604     |
| 107 | Становништво старо 15 и више година са комплетним основним образовањем                           | 4766     |
| 108 | Мушко становништво старо 15 година и више са комплетним основним образовањем                     | 2189     |
| 109 | Женско становништво старо 15 и више година са комплетним основним образовањем                    | 2577     |
| 110 | Становништво старосног доба 15 и више година са непотпуним средњим образовањем                   | 1399     |
| 111 | Мушко становништво старосног доба од 15 година и више са непотпуним средњим образовањем          | 797      |
| 112 | Женско становништво старосног доба од 15 година и више са непотпуним средњим образовањем         | 602      |
| 113 | Становништво старо 15 и више година са пуним секундарном образовањем                             | 5775     |
| 114 | Мушко становништво старосног доба од 15 година и више са пуним секундарном образовањем           | 2751     |
| 115 | Женско становништво старосног доба од 15 година и више са пуним секундарном образовањем          | 3024     |
| 116 | Становништво старије од 18 година са постосновним образовањем                                    | 19846    |
| 117 | Мушко становништво старије од 18 година са постосновним образовањем                              | 9542     |
| 118 | Женско становништво старије од 18 година са постосновним образовањем                             | 10304    |
| 119 | Просечна оцена школовања                                                                         | 10.9     |
| 120 | Просечан ниво образовања мушке популације                                                        | 11.16    |
| 121 | Просечан ниво образовања женског становништва                                                    | 10.66    |
| 122 | Економски активно становништво                                                                   | 22912    |
| 123 | Економски активна мушка популација                                                               | 14239    |
| 124 | Економски активна женска популација                                                              | 8673     |
| 125 | Становништво које није економски активно                                                         | 17542    |
| 126 | Мушко становништво које није економски активно                                                   | 4929     |
| 127 | Женско становништво које није економски активно                                                  | 12613    |
| 128 | Запослено становништво                                                                           | 22216    |
| 129 | Запослено мушко становништво                                                                     | 13756    |
| 130 | Запослено женско становништво                                                                    | 8460     |
| 131 | Незапослена популација                                                                           | 696      |
| 132 | Незапослена мушка популација                                                                     | 483      |
| 133 | Незапослена женска популација                                                                    | 213      |
| 134 | Становништво без права на здравствене услуге                                                     | 24224    |
| 135 | Становништво које има право на здравствене услуге                                                | 29280    |
| 136 | Становништво које има право на ИМСС                                                              | 17160    |
| 137 | Становништво које има право на социјално осигурање                                               | 2272     |
| 138 | Становништво које има право на државно социјално осигурање                                       | 1265     |
| 139 | Становништво које има право на опште осигурање или здравствено осигурање за нову генерацију      | 4080     |
| 140 | Становништво које је било једном или није било у браку током 12 година и више                    | 15020    |
| 141 | Венчано или уједињено становништво од 12 година и више                                           | 22378    |
| 142 | Становништво које је било у браку или уједињено 12 година и више                                 | 3088     |
| 143 | Становништво са католичком религијом                                                             | 46791    |
| 144 | Протестанти, еванђелисти и библијски следбеници различити од еванђелиста                         | 4478     |
| 145 | Становништво са другим религијама различитим од претходних                                       | 128      |
| 146 | Становништво без религије                                                                        | 1436     |
| 147 | Укупно пописаних домаћинства                                                                     | 13884    |
| 148 | Пописна домаћинства на челу са мушкарцима                                                        | 10631    |
| 149 | Пописна домаћинства на челу са женама                                                            | 3253     |
| 150 | Становништво у пописним домаћинствима                                                            | 53276    |
| 151 | Становништво у пописним домаћинствима на челу са мушкарцима                                      | 42867    |
| 152 | Становништво у пописним домаћинствима на челу са женама                                          | 10409    |
| 153 | Укупно домаћинстава                                                                              | 17686    |
| 154 | Укупно насељених домаћинстава                                                                    | 14174    |
| 155 | Укупно приватних кућа                                                                            | 17396    |
| 156 | Насељени приватни домови                                                                         | 13884    |
| 157 | Укупно насељених приватних кућа                                                                  | 14167    |
| 158 | Ненасељене приватне куће                                                                         | 2379     |
| 159 | Појединачна домаћинства за привремену употребу                                                   | 1133     |
| 160 | Становници у насељеним приватним кућама                                                          | 53276    |
| 161 | Насељеност станара у приватним становима                                                         | 3.84     |
| 162 | Просечно становника по соби у приватним насељеним домаћинствима                                  | 0.85     |
| 163 | Појединачна домаћинства са подовима од различитих материјала од земље                            | 13369    |
| 164 | Појединачна домаћинства у приземљу                                                               | 389      |
| 165 | Појединачна домаћинства са једном спаваћом собом                                                 | 3433     |
| 166 | Појединачна домаћинства са две спаваће собе и више                                               | 10384    |
| 167 | Појединачна домаћинства са једним собом                                                          | 556      |
| 168 | Појединачна домаћинства са две собе                                                              | 1164     |
| 169 | Појединачна домаћинства са 3 собе и више                                                         | 12068    |
| 170 | Појединачна домаћинства која имају електрично светло                                             | 13778    |
| 171 | Појединачна домаћинства која немају електрично светло                                            | 44       |
| 172 | Појединачна домаћинства која имају водоводну воду у стамбеном простору                           | 8871     |
| 173 | Појединачна домаћинства која немају водоводну воду у стамбеном простору                          | 4899     |
| 174 | Појединачна домаћинства која имају тоалет                                                        | 13576    |
| 175 | Појединачна домаћинства која имају канализацију                                                  | 13432    |
| 176 | Појединачна домаћинства која немају канализацију                                                 | 334      |
| 177 | Појединачна домаћинства која имају електрично светло, довод воде из јавне мреже и канализацију   | 8836     |
| 178 | Појединачна домаћинства без икаквих услова                                                       | 65       |
| 179 | Појединачна домаћинства која имају радио                                                         | 12381    |
| 180 | Појединачна домаћинства која имају телевизор                                                     | 13480    |
| 181 | Појединачна домаћинства која имају фрижидер                                                      | 12261    |
| 182 | Појединачна домаћинства која имају машину за веш                                                 | 9998     |
| 183 | Појединачна домаћинства која имају аутомобил или комби                                           | 8449     |
| 184 | Појединачна домаћинства која имају рачунар                                                       | 7432     |
| 185 | Појединачна домаћинства која имају фиксну телефонску линију                                      | 8995     |
| 186 | Појединачна домаћинства која имају мобилни телефон                                               | 11147    |
| 187 | Појединачна домаћинства која имају приступ интернету                                             | 6228     |
| 188 | Величина локације                                                                                | 10       |